# (100477) 1996 TM39
(100477) 1996 TM39 es un asteroide perteneciente al cinturón de asteroides, descubierto el 8 de octubre de 1996 por Eric Walter Elst desde el Observatorio de La Silla, Chile.

## Designación y nombre
Designado provisionalmente como 1996 TM39.

## Características orbitales
1996 TM39 está situado a una distancia media del Sol de 2,246 ua, pudiendo alejarse hasta 2,635 ua y acercarse hasta 1,857 ua. Su excentricidad es 0,173 y la inclinación orbital 5,349 grados. Emplea 1229 días en completar una órbita alrededor del Sol.

## Características físicas
La magnitud absoluta de 1996 TM39 es 16,5.